# Crinia glauerti
Crinia glauerti és una espècie de granota que viu a Austràlia. Habita boscos temperats, rius, torrents, zones humides dominades per arbustos, pantans, llacs i pantans d'aigua dolça, terres arables, pastures, jardins rurals, zones d'emmagatzematge d'aigua, estanys, excavacions obertes i zones de tractament d'aigües residuals. El 2004 no es coneixia cap amenaça per a l'espècie, però la urbanització de la costa del sud-oest d'Austràlia podria ser una amenaça futur.